# Akademie der bildenden Künste Wien
Kunstakademi Wien (tysk: Akademie der bildenden Künste Wien) er et statsstyret kunstakademi i Wien og en af Europas ældste kunstakademier med en historie der går tilbage til 1600-tallet.

## Historie
Wien Kunstakademi blev i 1692 grundlagt som privatakademi af hofkammermaleren Peter Strudl efter forbilledet Accademia di San Luca. Med hans død i 1714 blev akademiet nedlagt, men allerede i 1725 genåbnede Jacob van Schuppen det som K.k. Hofakademie der Maler, Bildhauer und Baukunst. I perioden 1754-1757 var Paul Troger rektor for akademiet. I 1772 blev alle tidligere eksisterende læreanstalter for kunst i Wien slået sammen til ét akademi. Akademiet opnåede hochschule-status i 1872 med Franz Josef Is godkendelse, og en ny bygning blev opført efter den danske arkitekt Theophilus Hansen under bebyggelsen af Ringstraße. Denne ligger på Schillerplatz og blev første gang brugt 1. april 1877 og benyttes den dag i dag. Først i 1998 blev det ophøjet til universitet under det nuværende navn.
I årene 1898 og 1910 udlagde Otto Wagner planer for en fornyelse af akademiet, men disse blev aldrig realiserede.

## Struktur
Akademiet er underopdelt i følgende struktur.
- Institut for arkitektur
- Institut for billedkunst, som inkluderer tegning, maling, skulptur, scenekunst og medie
- Institut for kunsthistorie og -teori samt kulturelle studier
- Institut for konservering og restaurering
- Institut for kunstlærerstudiet
- Doktorgrader i filosofi, tekniske videnskaber og naturvidenskab i kunsten

I øjeblikket har akademiet omkring 900 studerende, hvoraf næsten en fjerdedel er udlændinge. Dets fakulteter inkluderer "stjerner" som Peter Sloterdijk. Biblioteket på stedet rummer en af de største samlinger i Østrig og bruges til akademiske formål såvel som dele er åbne for det generelle publikum.

## Adolf Hitler
I 1907 og 1908 blev en ung slidende kunstner ved navn Adolf Hitler to gange afvist optagelse på akademiet. Han forblev i Wien og prøvede uden succes at fortsætte sin profession som kunster indtil første verdenskrigs udbrud.